# Remilitariseringen av Rhenlandet

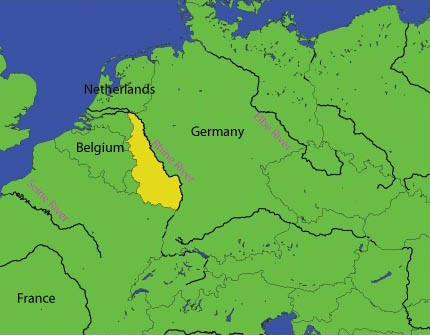
Rhenlandets läge utmärkt med gult.

Remilitariseringen av Rhenlandet, även kallad Rhenlandsockupationen, ägde rum den 7 mars 1936, då trupper ur Wehrmacht, i strid med Versaillesfördraget (1919) och Locarnoavtalet (1925), besatte Rhenlandet.
Rhenlandet skulle som demilitariserad zon bilda en buffert mot Frankrike, men Adolf Hitler ansåg att detta utgjorde en inskränkning av Tysklands suveränitet.